# Uden-Zuid
Uden-Zuid is een wijk van Uden in de Noord-Brabantse gemeente Maashorst. De wijk bestaat van origine uit de buurten Eikenheuvel, Flatwijk, Hoenderbos-Velmolen en Zoggel. Op dit moment wordt Uden-Zuid gezien als een wijk ten zuiden van de Lippstadtsingel. Met de nieuw te bouwen woningen en de pas gebouwde woningen, breidt Uden-Zuid zich steeds verder uit.
In 2008 werd Uden-Zuid, aan de westkant, uitgebreid met de straten Kortgevel, Langgevel, Gording en Stalreep. 
In 2010 werd de buurt uitgebreid met de zogenaamde muntenwijk. Hierdoor werd de wijk uitgebreid met onder andere de straten Reaal, Kroon, Krabbelaar, Mottoen, Schelling, Ducaton, Pattagon, Thaler, Gulden, Hellebaard en Helmteken. De buurt werd verrijkt met een groot park, genaamd het Zuiderpark. Het Zuiderpark werd gecreëerd én bedacht voor en door de buurt. Ook SpeelLeerCentrum De Wijde Wereld vestigde zich in de nieuwe wijk. Op woensdag 8 juni 2016 opende de eerste supermarkt, bakker en frietzaak in Uden-Zuid.
Wijken: Uden-Centrum · Uden-Oost · Uden-West · Uden-Zuid

Buurten: Bitswijk · Bogerd-Vijfhuis · Centrum · Eikenheuvel · Flatwijk · Hoenderbos-Velmolen · Hoeven · Hoevenseveld · Melle · Moleneind-Groenewoud · Raam · Schutveld · Sportpark Volkelseweg · Zoggel

Bedrijventerreinen: Goorkens · Hoogveld · Loopkant-Liessent · Vluchtoord      Militair terrein: Vliegbasis Volkel